# Osttimoresisch-ungarische Beziehungen
Die osttimoresisch-ungarischen Beziehungen beschreiben das zwischenstaatliche Verhältnis von Osttimor und Ungarn.

## Geschichte

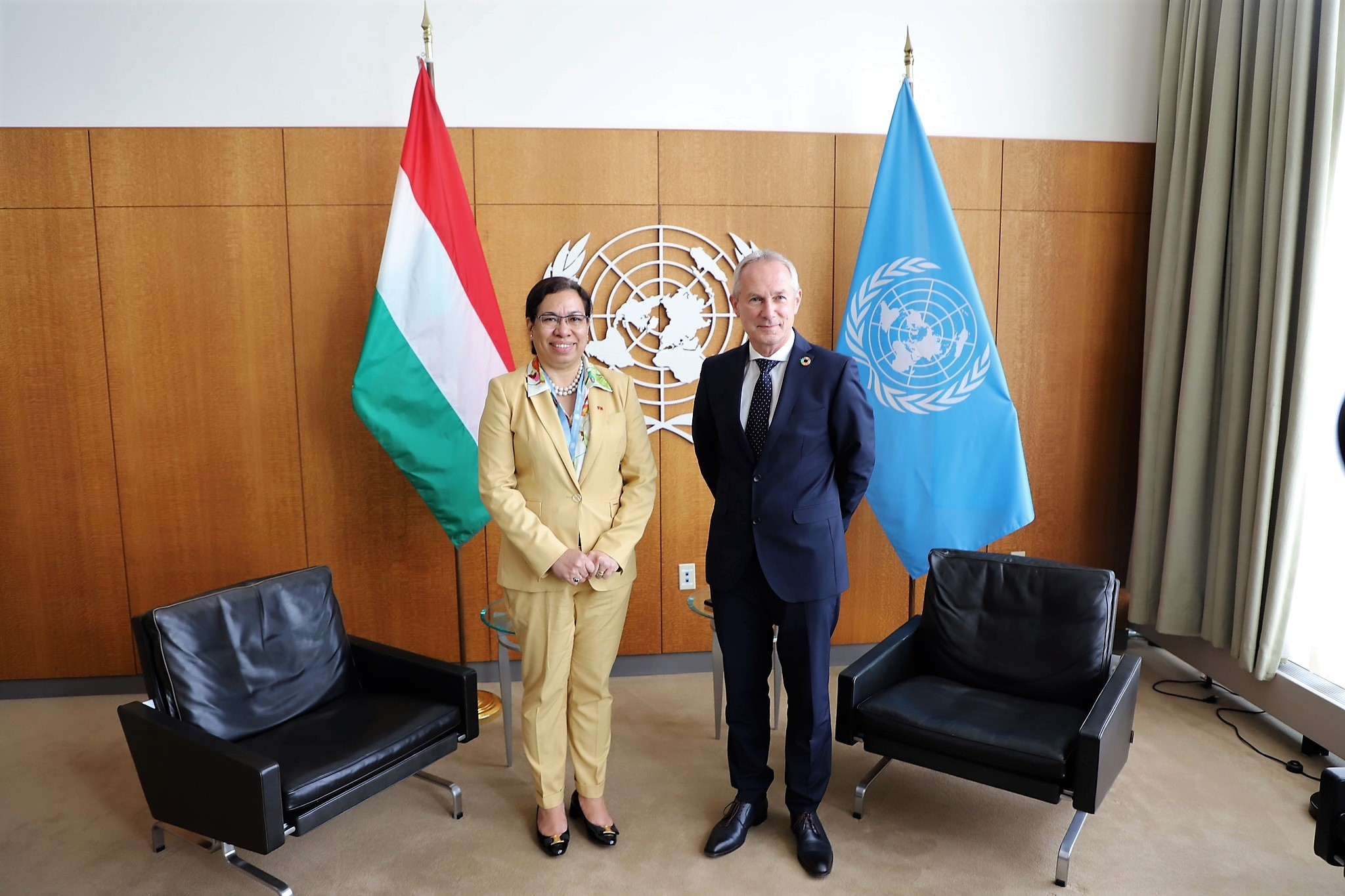
Osttimors Außenministerin Adaljíza Magno und der ungarische Diplomat Csaba Kőrösi, Vorsitzender der 77. UNO-Generalversammlung (2022)

Osttimor und Ungarn nahmen 2003 diplomatische Beziehungen auf.

## Diplomatie

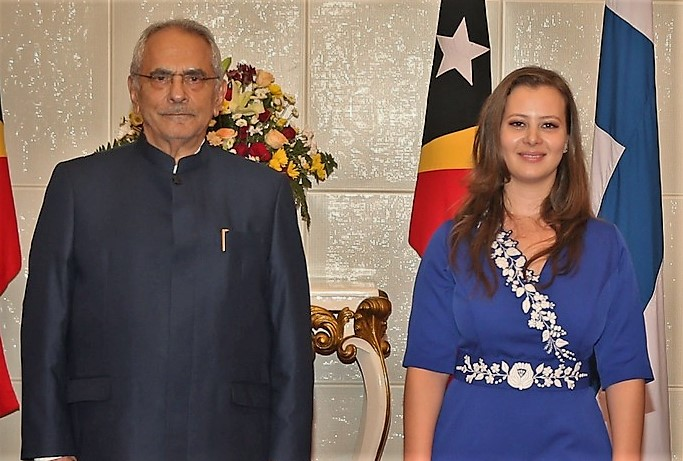
Lilla Karsay bei der Übergabe ihrer Akkreditierung an José Ramos-Horta (2023)

Sie verfügen über keine diplomatische Vertretungen im jeweils anderen Land. Osttimor hat eine Botschaft im belgischen Brüssel.
Die ungarische Botschaft im indonesischen Jakarta ist auch für Osttimor zuständig.

## Wirtschaft
Für 2018 gibt das Statistische Amt Osttimors keine Handelsbeziehungen zwischen Osttimor und Ungarn an.

## Einreisebestimmungen
Für Osttimoresen gilt in Ungarn als Schengenland Visafreiheit.